# Casal Sant Jordi (Aiguafreda)
El Casal Sant Jordi, també conegut com a Can Galí, és un edifici d'Aiguafreda (Osona) que forma part de l'Inventari del Patrimoni Arquitectònic de Catalunya.

## Història
La casa fou construïda per Alfons Galí a principis del segle xx, sense que es pugui determinar la data exacta. El 1927 se li va afegir la torre, i recentment ha estat restaurada per l'Ajuntament, que n'és el propietari.

## Descripció
És un edifici aïllat envoltat de jardí, i consta de planta baixa i un pis cobert amb teulada a dos vessants. En un dels cantons sobresurt una torre mirador coberta amb teulada a quatre vessants i un pis més d'alçada que la resta de la casa, on s'obren diverses finestres. De planta rectangular, sobresurt la torre, de planta quadrada, de construcció posterior a la resta de la casa; malgrat això la torre queda inserida dins la construcció.